# 内田進
内田 進（うちだ すすむ）は、日本の実業家。インターリスク総研代表取締役社長、三井住友海上きらめき生命保険代表取締役社長。

## 経歴
- 1970年 大正海上火災保険（現MS&ADインシュアランスグループホールディングス）入社
- 1993年 同社関西営業本部奈良支店長
- 1995年 同社新潟支店長
- 1997年 同社人事部長
- 2001年 同社取締役人事部長
- 2004年 同社常務取締役
- 2006年 同社常務取締役アジア第一本部長
- 2007年 同社専務取締役アジア第一本部長
- 2007年 三井住友海上きらめき生命保険代表取締役社長
- 2008年 インターリスク総研代表取締役社長

他に三井住友海上火災陸上部部長などを務めた。

## その他の活動
- 東京メトロポリタンテレビジョン取締役
- トーア再保険監査役
- 社団法人生命保険協会理事